# Брусница Мала (Оџак)
Брусница Мала је насељено мјесто у општини Оџак, Федерација Босне и Херцеговине, БиХ. Према попису становништва из 1991. у Брусници Малој је живјело 449 становника. Пријератно насељено мјесто Брусница Мала је Дејтонским споразумом подијељено међуентитетском линијом између општине Брод која припада Републици Српској и општине Оџак која припада Федерацији БиХ.

## Становништво
У овом селу већину становништва чине Срби. Воду и струју мјештани добијају из сусједне Републике Српске, у чијим административним центрима ваде нова лична документа. Становништво села је незадовољно тренутном подјелом територија, јер с обзиром на етничку припадност, жељели би да припадају Републици Српској.
|             | 2013.        | 1991.        | 1981.        | 1971.        |
| Укупно      | 102 (100,0%) | 449 (100,0%) | 476 (100,0%) | 578 (100,0%) |
| Срби        | 100 (98,04%) | 302 (67,26%) | 349 (73,32%) | 464 (80,28%) |
| Хрвати      | 2 (1,961%)   | 50 (11,14%)  | 70 (14,71%)  | 113 (19,55%) |
| Остали      | –            | 76 (16,93%)  | 1 (0,210%)   | 1 (0,173%)   |
| Југословени | –            | 20 (4,454%)  | 56 (11,76%)  | –            |
| Бошњаци     | –            | 1 (0,223%)1  | –            | –            |

1. 1 На пописима од 1971. до 1991. Бошњаци су пописивани углавном као Муслимани.